# コンドル (1975年の映画)
『コンドル』（Three Days of the Condor）は、1975年のアメリカ合衆国のサスペンス映画。監督はシドニー・ポラック、出演はロバート・レッドフォードとフェイ・ダナウェイなど。ポリティカル・サスペンスにロマンスをちりばめた作品で、原作はジェイムズ・グレイディによる『コンドルの六日間』。第48回アカデミー賞では編集賞候補となった。

## ストーリー
ニューヨークにあるアメリカ文学史協会は、CIAの外郭団体として世界各国の雑誌書籍の情報分析を行っている。協会職員は学者肌のCIA分析官で構成されていた。
ある日の白昼、アメリカ文学史協会は短機関銃で武装した男3人により襲撃され、協会職員は次々と射殺される。たまたま裏口から外出していたために命拾いをしたコードネーム“コンドル”ことジョセフ・ターナー（ロバート・レッドフォード）は、CIA本部に緊急連絡し保護を求める。
CIA次官のヒギンズ（クリフ・ロバートソン）からの指示で第17課長のウィクスという男に落ち合うことになったが、そのウィクスに銃撃を受ける。辛くも逃走したが、孤立状態となったコンドルは、偶然見かけた女性写真家キャサリン・ヘイル（フェイ・ダナウェイ）を拉致同然に巻き込み、独力で真相を暴こうとする。
CIAの暗部に近づこうとするコンドルに謎の殺し屋ジョベア（マックス・フォン・シドー）が忍び寄る。

## キャスト
| 役名                            | 俳優                     | 日本語吹替                                                    | 日本語吹替 |
| 役名                            | 俳優                     | テレビ朝日旧版                                                | テレビ朝日新版 |
| ------------------------------- | ------------------------ | ------------------------------------------------------------- | --- |
| ジョセフ・ターナー （コンドル） | ロバート・レッドフォード | 野沢那智                                                      | 野沢那智 |
| キャサリン・ヘイル              | フェイ・ダナウェイ       | 平井道子                                                      | 田島令子 |
| ヒギンズ                        | クリフ・ロバートソン     | 小林勝彦                                                      | 小林清志 |
| ジョベア                        | マックス・フォン・シドー | 横森久                                                        | 家弓家正 |
| アトウッド                      | アディソン・パウエル     | 永井一郎                                                      | 大木民夫 |
| ウィックス                      | マイケル・ケーン         | 山内雅人                                                      | 宮田光 |
| サム・バーバー                  | ウォルター・マッギン     | 伊武雅刀                                                      | |
| ウォバッシュ                    | ジョン・ハウスマン       | 村松康雄                                                      | 宮川洋一 |
| ジャニス                        | ティナ・チェン           |                                                               | 小宮和枝 |
| ラップ博士                      | ドン・マクヘンリー       | 矢田稔                                                        | |
| ラッセル夫人                    | ヘレン・ステンボーグ     | 巴菁子                                                        | |
| ジェニングス                    | ハンスフォード・ロウ     |                                                               | |
| “少佐”                          | ジェス・オスナ           |                                                               | |
| 郵便配達人                      | ハンク・ギャレット       | 飯塚昭三                                                      | 藤本譲 |
| メイ（サムの妻）                | カーリン・グリン         | 沢田敏子                                                      | |
| 不明 その他                     | N/A                      | 池田勝 糸博 梓欣造 安田隆 千田光男 野島昭生 矢野陽子 岡田直子 | 増岡弘 秋元羊介 藤城裕士 相生千恵子 伊井篤史 村山明 大滝進矢 小島敏彦 好村俊子 高橋ひろ子 沢木郁也 田中和実 佐藤正治 木藤聡子 深見梨加 林優子 |
|                                 |                          |                                                               | |
| 演出                            | 演出                     | 山田悦司                                                      | 福永莞爾 |
| 翻訳                            | 翻訳                     | 進藤光太                                                      | 進藤光太 |
| 効果                            | 効果                     | 大野義信                                                      | 南部満治 大橋勝次 |
| 調整                            | 調整                     | 山田太平                                                      | 遠西勝三 |
| 制作                            | 制作                     | ニュージャパンフィルム                                        | ニュージャパンフィルム |
| 解説                            | 解説                     | 淀川長治                                                      | 淀川長治 |
| 初回放送                        | 初回放送                 | 1980年2月3日 『日曜洋画劇場』                                 | 1987年3月8日 『日曜洋画劇場』 |

テレビ朝日旧版はKADOKAWAから発売のBDに収録。

## 国内版DVD
- 2008年9月11日、日本国内版が再発売された。原盤がフランスのSTUDIO CANAL社制作のPALマスター使用のために、いわゆる「PAL早回し版」となっており、再生時の速度が4パーセント早回しされ、劇場公開版（118分）より本編が約6分短く、約112分である。
- 東北新社による以前の国内版DVDは現在は廃盤であるが、再生時間は117分である。

## 作品の評価
Rotten Tomatoesによれば、批評家の一致した見解は「このウォーターゲート事件後のスリラーは、シドニー・ポラック監督のまとまりのよい演出とロバート・レッドフォードとフェイ・ダナウェイの素晴らしい演技のおかげで、その時代の偏執的な傾向を捉えている。」であり、44件の評論のうち高く評価しているのは86%にあたる38件で、平均して10点満点中7.27点を得ている。Metacriticによれば、11件の評論のうち、高評価は6件、賛否混在は5件、低評価はなく、平均して100点満点中63点を得ている。